# مزلق جراحي
مواد التزليق الجراحية أو مواد التزليق الطبية، هي مواد يستخدمها موفرو الرعاية الصحية لتوفير التزليق وتقليل الشعور بعدم الراحة للمريض أثناء بعض الإجراءات الطبية والجراحية مثل الفحوصات المهبلية أو المستقيمة. بعض الأمثلة على مواد التشحيم المتوافقة مع العمليات الجراحية هي:
- السورجيلوب عبارة عن مادة تشحيم جراحية مصنوعة من الأصمغ الطبيعية القابلة للذوبان في الماء وتحتوي أيضًا على الكلورهيكسيدين المطهر.
- تم استخدام كي واي جيل في البداية كمادة تزليق جراحية قبل أن يكتسب شعبية  كمزلق شخصي.
- جل الـ ليدوكائين الذي يحتوي على مخدر موضعي هو مثال رئيسي على المواد غير المهيجة المستخدمة كمواد تزليق جراحية.
- كان زيت الخروع الطبي هو المادة النباتية الأصلية للتزليق الجراحي.[1]

## دواعي استعمال المزلق الجراحي
- متلازمة شوغرن
- ترطيب المهبل
- عسر الجماع أو العلاقة الجنسية المؤلمة
- ألم الفرج الفلفودينيا